# Дивизор (алгебраическая геометрия)
В алгебраической геометрии дивизоры являются обобщением подмногообразий некоторого алгебраического многообразия коразмерности 1. Существуют два различных таких обобщения — дивизоры Вейля и дивизоры Картье (названы в честь Андре Вейля и Пьера Картье), эти понятия эквивалентны в случае многообразий (или схем) без особенностей.

## Дивизоры Вейля

### Определение
Дивизор Вейля на алгебраическом многообразии {\displaystyle X} (или, более общо, на нётеровой схеме) — это конечная линейная комбинация {\displaystyle {\sum _{i}n_{i}[Z_{i}]}}, где {\displaystyle [Z_{i}]} — неприводимые замкнутые подмножества {\displaystyle X}, а {\displaystyle n_{i}} — целые коэффициенты. Очевидно, что дивизоры Вейля образуют абелеву группу относительно сложения; эту группу обозначают {\displaystyle \mathrm {Weil} \,X}. Дивизор вида {\displaystyle [Z]} называется простым, а дивизор, для которого все коэффициенты {\displaystyle n_{i}} неотрицательны — эффективным.

### Группа классов дивизоров
Предположим, что схема {\displaystyle X} является целой, отделимой, и регулярной в коразмерности 1 (в частности, эти свойства выполняются для гладких алгебраических многообразий). Регулярность в коразмерности 1 означает, что локальное кольцо общей точки любого неприводимого замкнутого подмножества коразмерности 1 регулярно (и нётерово, так как является локализацией нётерова кольца), а следовательно, является кольцом дискретного нормирования. Любая рациональная функция на {\displaystyle X} (элемент поля частных кольца регулярных функций {\displaystyle K[X]}) имеет некоторую норму в этом кольце. Если норма рациональной функции больше нуля для некоторого неприводимого подмножества {\displaystyle Y}, то говорят, что рациональная функция имеет ноль на {\displaystyle Y}, а если меньше нуля — имеет полюс. Из нётеровости схемы выводится, что норма рациональной функции не равна нулю лишь для конечного числа неприводимых подмножеств, таким образом каждой рациональной функции сопоставляется дивизор, обозначаемый {\displaystyle (f)}. Дивизоры, которые можно получить таким образом, называют главными.
Поскольку {\displaystyle (fg)=(f)+(g)}, главные дивизоры образуют подгруппу в {\displaystyle \mathrm {Weil} \,X}. Факторгруппа по подгруппе главных дивизоров называется группой классов дивизоров и обозначается {\displaystyle \mathrm {Cl} \,X}. Группа классов дивизоров сама по себе является интересным инвариантом схемы (тривиальность группы классов аффинной схемы {\displaystyle \mathrm {Spec} A} является критерием факториальности кольца {\displaystyle A} при условии, что {\displaystyle A} нётерово и целозамкнуто), а также, в некоторых случаях, позволяет классифицировать все одномерные расслоения над данной схемой.

### Дивизоры Вейля и линейные расслоения
Пусть {\displaystyle {\mathcal {L}}} — линейное расслоение над (целой, нётеровой, регулярной в коразмерности 1) схемой {\displaystyle X}; ему соответствует пучок сечений, локально изоморфный кольцу регулярных функций на {\displaystyle X}. Используя эти изоморфизмы, любому рациональному сечению {\displaystyle s} данного пучка (то есть сечению над некоторым открытым плотным подмножеством) можно сопоставить дивизор его нулей и полюсов, обозначаемый {\displaystyle \mathrm {div} \,s}. Два различных рациональных сечения отличаются умножением на рациональную функцию, поэтому это сопоставление определяет корректно заданное отображение из группы Пикара в группу классов дивизоров: {\displaystyle \mathrm {div} :\mathrm {Pic} \,X\to \mathrm {Cl} \,X}. Можно проверить также, что это отображение является гомоморфизмом (тензорному произведению расслоений соответствует сумма дивизоров), в случае нормальности схемы оно инъективно, а в случае локальной факториальности схемы — сюръективно. В частности, все эти условия выполняются для гладких алгебраических многообразий, что даёт классификацию линейных расслоений над ними с точностью до изоморфизма. Например, все одномерные расслоения над аффинной локально факториальной схемой тривиальны, так как тривиальна её группа классов дивизоров.

## Дивизоры Картье
Для работы с произвольными схемами, имеющими особенности, часто оказывается более удобным другое обобщение понятия подмногообразия коразмерности 1. Пусть {\displaystyle U_{i}} — некоторое покрытие схемы {\displaystyle X} аффинными схемами, а {\displaystyle f_{i}} — семейство рациональных функций на соответствующих {\displaystyle U_{i}} (в данном случае под рациональной функцией подразумевается элемент полного кольца частных). Если эти функции согласованы, в том смысле что {\displaystyle f_{i}} и {\displaystyle f_{j}} на {\displaystyle U_{i}\cap U_{j}} отличаются умножением на обратимую регулярную функцию, то данное семейство задаёт дивизор Картье.
Более точно, пусть {\displaystyle K(U)} — полное кольцо частных кольца регулярных функций {\displaystyle {\mathcal {O}}_{X}(U)} (где {\displaystyle U} — произвольное аффинное открытое подмножество). Так как аффинные подмножества образуют базу топологии {\displaystyle X}, все {\displaystyle K(U)} однозначно определяют предпучок на {\displaystyle X}, соответствующий ему пучок обозначается {\displaystyle {\mathcal {K}}_{X}^{*}}. Дивизором Картье называется глобальное сечение факторпучка {\displaystyle {\mathcal {K}}_{X}^{*}/{\mathcal {O}}_{X}^{*}}, где {\displaystyle {\mathcal {O}}_{X}^{*}} — пучок обратимых регулярных функций. Имеется точная последовательность {\displaystyle 0\to {\mathcal {O}}_{X}^{*}\to {\mathcal {K}}_{X}^{*}\to {\mathcal {K}}_{X}^{*}/{\mathcal {O}}_{X}^{*}\to 0}, применив к ней точный слева функтор глобальных сечений, получим точную последовательность {\displaystyle 0\to \Gamma (X,{\mathcal {O}}_{X}^{*})\to \Gamma (X,{\mathcal {K}}_{X}^{*})\to \Gamma (X,{\mathcal {K}}_{X}^{*}/{\mathcal {O}}_{X}^{*})\to H^{1}(X,{\mathcal {O}}_{X}^{*})}. Дивизоры Картье, лежащие в образе отображения из {\displaystyle \Gamma (X,{\mathcal {K}}_{X}^{*})}, называются главными.
Существует естественный гомоморфизм из группы дивизоров Картье (групповая операция соответствует умножению функций) в группу дивизоров Вейля; если {\displaystyle X} — целая отделимая нётерова схема, все локальные кольца которой факториальны, это отображение является изоморфизмом. В случае же, когда условие локальной факториальности не выполняется, дивизоры Картье соответствуют локально главным дивизорам Вейля (дивизорам, которые в окрестности каждой точки задаются как нули некоторой рациональной функции). Пример дивизора Вейля, не являющегося дивизором Картье — прямая в квадратичном конусе {\displaystyle \mathbb {R} [x,y,z]/(x^{2}+y^{2}-z^{2})}, проходящая через его вершину.
Дивизору Картье, как и дивизору Вейля, можно сопоставить линейное расслоение (или, эквивалентно, обратимый пучок). Отображение из факторгруппы дивизоров Картье по подгруппе главных дивизоров в группу Пикара является инъективным гомоморфизмом, а в случае проективных или целых схем — сюръективным.

### Эффективные дивизоры Картье
Дивизор Картье называется эффективным, если все задающие его функции {\displaystyle f_{i}} регулярны на соответствующих множествах {\displaystyle U_{i}}. В этом случае соответствующий дивизору обратимый пучок является пучком идеалов, то есть пучком функций, зануляющихся на некоторой замкнутой подсхеме. Обратно, эта замкнутая подсхема однозначно определяет эффективный дивизор, поэтому эффективные дивизоры Картье на {\displaystyle X} можно определить как замнутые подсхемы {\displaystyle X}, которые локально можно задать как множество нулей одной функции, не являющейся делителем нуля. На целой отделлимой нётеровой схеме, локальные кольца которой факториальны, эффективные дивизоры Картье соответствуют в точности эффективным дивизорам Вейля.